# عبدالله بیهم
عبدالله بیهم (عربی: عبدالله بيهم؛ ۱ ژانویهٔ ۱۸۷۹ – ۱ ژانویهٔ ۱۹۶۲) سیاستمدار اهل لبنان بود. وی دو بار از ۲۹ ژانویه ۱۹۳۴ تا ۳۰ ژانویه ۱۹۳۶ و از ۲۱ سپتامبر ۱۹۳۹ تا ۴ آوریل ۱۹۴۱ نخست‌وزیر این کشور بود.
عبدالله بیهم در سال ۱۹۶۲، در سن ۸۳ سالگی درگذشت.